# Гвардійське (авіабаза)
Авіабаза Гвардійське (ICAO: UKFG) — державний аеродром у Криму, за 13 км на північ від Сімферополя. До 1945 року називався Сарабуз.
В 2014 році, після російської окупації Криму, авіабаза використовується ВПС Росії.
В Сімферополі є ще два цивільних аеропорти: Сімферополь і Заводське.